# Neohemiptera
Neohemiptera – grupa pluskwiaków należąca do Euhemiptera.
Nazwa Neohemiptera wprowadzona została w 1995 roku przez Sorensena i innych. Przeprowadzone przez nich badania molekularne wskazywały, że złożone piewiki (Auchenorrhyncha) są grupą parafiletyczną, gdyż należące do nich fulgorokształtne są bliżej spokrewnione z Heteropterodea niż z cykadokształtnymi. W związku z tym klad obejmujący Heteropterodea i fulgorokształtne nazwał Neohemiptera. Na monofiletyzm takiego kladu wskazywały też wcześniejsze badania z zakresu anatomii przewodu pokarmowego Goodchilda z 1966 roku. Jednakże późniejsze badania przeprowadzone przez Bourgoina i Campbella w 2002 oraz Johnosna i innych w 2004 wskazywały na bliższe pokrewieństwo Heteropterodea z cykadokształtnymi niż z fulgorokształtnymi. W związku z tym Neohemiptera nie mogłyby być kladem, a ich domniemane synapomorfie musiałyby być w istocie symplezjomorfiami, synapomorfiami Hemelytrata, homoplazjami nie dzielonymi z Coleorrhyncha lub wynikać z błędnej interpretacji danych.